# Brun Motorsport

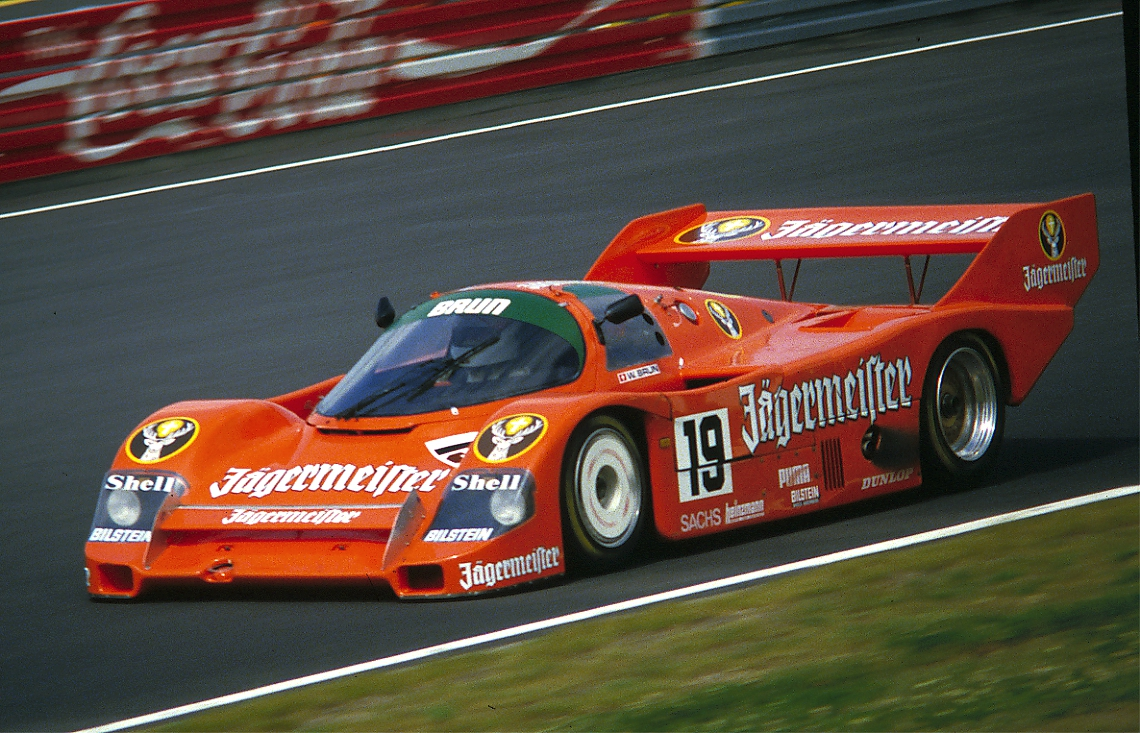
Una Porsche 956 della Brun Motorsport al Nürburgring.

La Brun Motorsport GmbH fu una scuderia automobilistica svizzera fondata dal pilota Walter Brun nel 1983.  Essa gareggiò per la quasi totalità della sua esistenza come team privato con vetture Porsche nelle gare riservate alle vetture prototipo Gruppo C di una grande varietà di competizioni internazionali. Il risultato più prestigioso fu la vittoria nel Campionato Mondiale Endurance del 1986 . Più tardi divenne con poca fortuna anche costruttore di proprie vetture. Brun fu anche partecipe per un certo periodo dell'avventura della EuroBrun in Formula uno tra il 1988 e il 1990.
Il team si dissolse nel 1992.

## Storia nelle competizioni

### 1983 - 1984
Dopo alcuni anni di partecipazione alle gare come pilota del Team GS-Sport e il suo partner Sauber nel Campionato del mondo sportprototipi (WSC) e nel Campionato vetture sport tedesco (DRM), Walter Brun rilevò il team GS-Sport e lo rinominò Brun Motorsport per il 1983. Inizialmente schierò le vetture già del team BMW M1 e Sauber SHS C6, modificando quest'ultima in quella che sarà conosciuta come Sehcar C6.  Il nuovo team ingaggiò Hans-Joachim Stuck e Harald Grohs come piloti, ruolo svolto anche dallo stesso Brun. 
Dopo gli scarsi risultati ottenuti con la Sehcar, Brun fu uno dei primi acquirenti delle Porsche 956, che utilizzò sia nel mondiale che nel campionato Tedesco. I risultati non tardarono ad arrivare con la prima vittoria nella gara del campionato Interserie a Most con lo stesso Brun alla guida. Seguirà un bel quarto posto nella 1000 km di Spa.
Abbandonato il progetto della Sehcar, nel 1984 una seconda 956 fu acquistata dal team per essere affidata quasi sempre a Massimo Sigala e Oscar Larrauri.  Il team ottenne la sponsorizzazione della Jägermeister e della Warsteiner. 
Le prestazioni del team crebbero costantemente. La stagione cominciò con un quarto posto nella 1000 km di Monza, seguiti da un quarto e settimo posto nella 24 ore di Le Mans, ed il terzo e quarto nella 1000 km di Spa.
Il team conquistò la sua seconda vittoria alla 1000 Km di Imola che fu seguita una settimana dopo dalla vittoria in una gara del DRM al Nürburgring,  e ancora di una vittoria nell'Interserie sempre sul circuito Tedesco.
Brun conquisterà il suo primo titolo vincendo quello  per Team nel DRM mentre Stefan Bellof vincerà il titolo piloti dopo essersi alternato tra il team Brun e il team Joest.

### 1985 - 1987
Nel 1985, Brun aggiunse una nuova Porsche 962C alla sua flotta di due 956. Il team cominciò a dominare nella serie combinata Interserie-DRM ottenendo cinque vittorie conquistando il secondo posto nel campionato piloti con Hans-Joachim Stuck, superato solo dal pilota della Joest Racing Jochen Mass.  Comunque il team rimase senza vittorie nel campionato mondiale. Migliori risultati furono un terzo posto al Mugello e il secondo ad  Hockenheim, ma vi furono molti problemi di affidabilità e il team finì solo sesto nel campionato. 
Soprattutto il team soffrì la perdita di Stefan Bellof che perse la vita nella1000 km di Spa.
Brun decise di fare le cose in grande per il 1986: acquistò due altre 962 una delle quali dedicate a partecipare alle principali gare del campionato nord Americano IMSA Malgrado la partecipazione ridotta a sole cinque gare, giunse il secondo posto a Watkins Glen dietro il campione Al Holbert. Tornato in Europa Brun puntò al titolo mondiale . Dopo il fallimento nella precedente edizione della "24 ore", il Team conquistò il secondo posto nella gara di quell'anno.  La prima vittoria della stagione arrivò a Jerez seguita da un'altra a Spa.  Malgrado avesse conquistato punti solo in 4 gare, e con una sola vittoria in gara valida per il mondiale dei team, la Brun Motorsport conquistò il campionato battendo le squadre ufficiali di Jaguar e Porsche. La stagione si chiuse con una vittoria nella gara Interserie all'Österreichring.
Il 1987 cominciò con il secondo posto nella 24 Ore di Daytona.
Nel campionato mondiale invece vi fu il dominio della Jaguar. Anche il campionato tedesco (ora "Supercup") fu deludente. La stagione si chiuse senza vittorie e non fui possibile difendere il titolo, terminando comunque al secondo posto, primo tra i team privati Porsche.

### 1988 - 1991

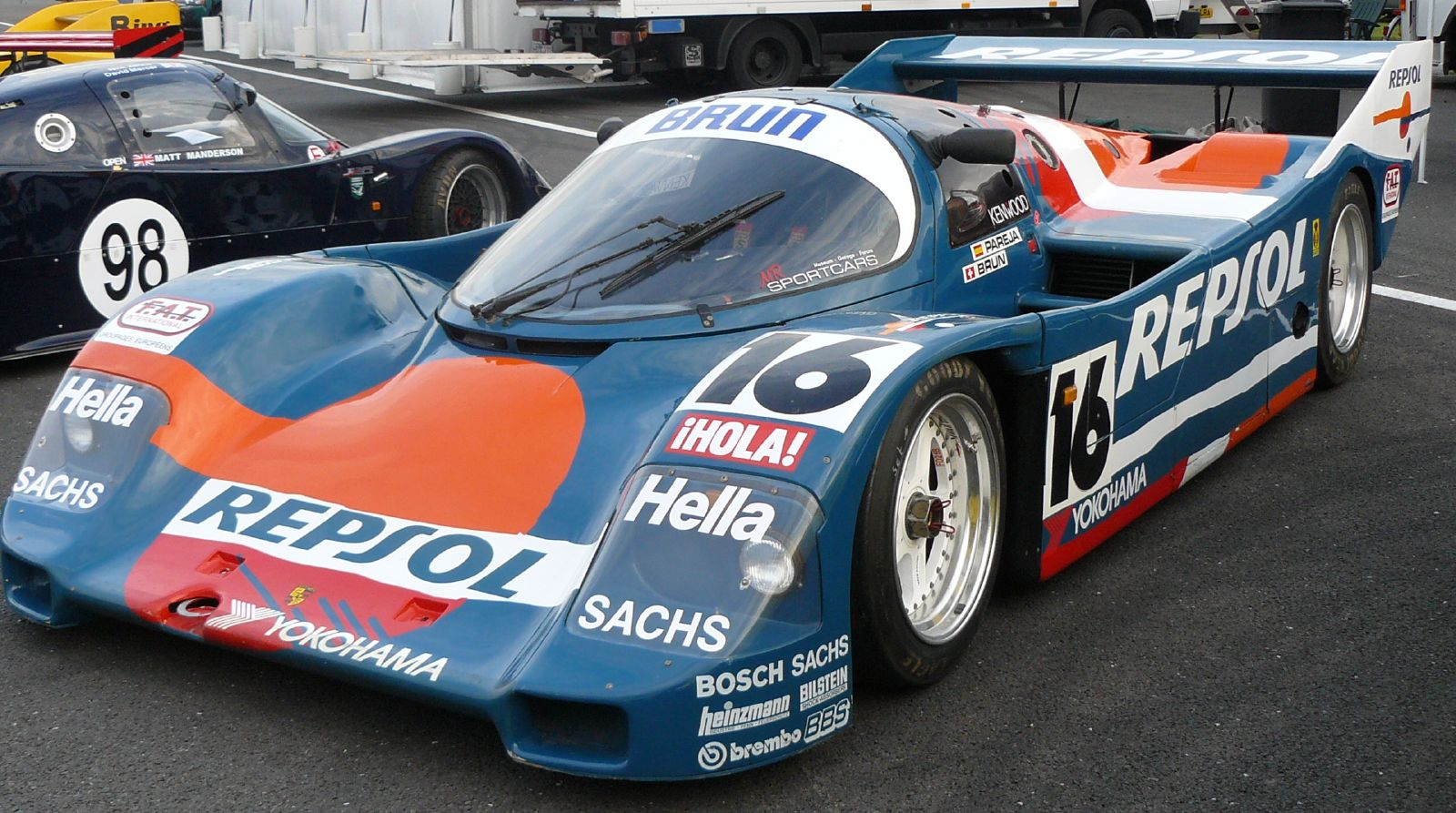
Una Brun 962 sponsorizzata da Repsol e Yokohama.

Brun si dedicò anche alla Formula Uno con la speranza di aiutare il suo pilota Oscar Larrauri.
Brun unì le forze con l'Euroracing formando l'EuroBrun team.  Malgrado ingenti investimenti da parte di Brun, il team fu gestito esclusivamente dall'Euroracing di Gianpaolo Pavanello.
Mancarono i risultati mentre Brun fu distratto dai suoi sforzi nelle gare sport.  Sponsorizzato dalla Repsol, il team ottenne solo una vittoria in una gara dell'Interserie. Il team terminò solo quarto nel campionato mondiale. 
Nel 1989, ridotto l'impegno in Formula 1, Brun cercò di riguadagnare posizioni nelle gare Sport. Dopo un terzo posto a Daytona, Brun lasciò le gare IMSA concentrandosi nel campionato giapponese per Prototipi, dove ottenne un terzo posto al debutto. 
Nel mondiale, grazie ad una ottima costanza di risultati la Brun concluse al terzo posto dietro la Sauber-Mercedes ma davanti a costruttori come Nissan, Toyota e Aston Martin.
Il team fu ristrutturato nel 1990, venne cancellato l'impegno in Giappone, mentre la SuperCup tedesca non si disputò più. A causa del declino tecnico della ormai vecchia Porsche 962, il migliori risultato fu un quinto posto a Spa e il team chiuse al settimo posto nel campionato. 
Alla fine del 1990, l'avventura in F1 finalmente finì mentre, il campionato sport-prototitpi si avviò verso una rivoluzione regolamentare che ne decreterà la fine due anni dopo.
Con l'introduzione nel 1991 delle sport con motore da 3,5 litri (analoghi a quelli delle F1), era previsto dal 1992 il divieto di schierare le vecchie gruppo C come le Porsche 962. Poiché Porsche non prevedeva di impegnarsi con un nuovo modello, Brun anziché acquistare una vettura di un altro costruttore, realizzò una propria vettura basandosi sulle esperienze della Formula Uno.  La vettura Brun C91.
La vettura nuova esordì a metà stagione ma I risultati furono disastrosi senza riuscire a terminare una gara. Il team terminò nono solo grazie ai risultati delle vecchie 962. 
Brun promise che la vettura sarebbe stata migliorata per il 1992 Ma I costi sostenuti senza ritorni economici per la Formula 1,  per il progetto della C91 furono eccessivi e la Brun Motorsport chiuse i battenti prima che la stagione cominciasse. 
Walter Brun continuò a correre con altri team per anni, facendo anche da consulente per team come RWS Motorsport and Konrad Motorsport.

## Le vetture costruite
Walter Brun sviluppò le proprie vetture per tutta l'esistenza della Brun Motorsport, malgrado una sola portò il suo nome. 
All'inizio (1983) vennero rilevate le Sauber SHS C6 del team GS, Brun riteneva che questa vettura avesse delle potenzialità nella classe C-Junior e montò un motore Ford-Cosworth V8.
I problemi con la vettura furono tali da sostituire il motore con un BMW turbo sei cilindri, utilizzato negli altri progetti dalla Sauber. Stanti però le difficoltà e la poca competitività, Brun decise di acquistare una Porsche 956.
Anni dopo, stante l'invecchiamento del progetto 962, di fronte alle più moderne Jaguar e Sauber-Mercedes, Brun tentò di sviluppare autonomamente la vettura dal 1987. Prima realizzò un proprio telaio in fibra di carbonio per ovviare ai problemi di mancata rigidezza dello chassis in alluminio della Porsche. La vettura avrà uno chassis in carbonio da Brun con installate le parti standard della 962. Furono costruiti 8 telai, alcuni dei quali venduti ad altri team. 
Il più impegnativo progetto fu però quello dalla Brun C91 in vista del bando delle Gruppo C vecchio tipo previsto nel 1992. 
La vettura era un progetto completamente nuovo. Il motore aspirato da 3,5 litri con tecnologia da Formula Uno, come previsto dal regolamento venne scelto tra quello disponibili: fu scelto il motore Judd nella nuova specifica EV. 
La vettura si dimostrò di difficile messa a punto ed inaffidabile e porterà il team alla chiusura.